# اریک کینگ
اریک کینگ (انگلیسی: Erik King؛ زادهٔ ۲۱ آوریل ۱۹۶۳) یک بازیگر سینما، و هنرپیشه اهل ایالات متحده آمریکا است. وی بیشتر برای بازی در سریال دکستر مشهور است.

## فیلم‌شناسی
- مهارت شهرنشینی (۱۹۸۷)
- ضایعات جنگ (۱۹۸۹)
- مرد کادیلاک (۱۹۹۰)
- با ما باش (۱۹۹۳)
- فیلمی از آلن اسمیتی: بسوزان هالیوود بسوزان (۱۹۹۷)
- اقدامات ناامیدکننده (۱۹۹۸)
- جرم واقعی (۱۹۹۹)
- چیزهایی که فقط با نگاه کردن می‌توانید به او بگویید (۲۰۰۰)
- گنجینه ملی (۲۰۰۴)
- شاهزاده خانم یخی (۲۰۰۵)
- دنیای مالکوم (۲۰۰۴، مجموعه تلویزیونی)
- دکستر (۲۰۰۶-۲۰۱۲، مجموعه تلویزیونی)